# Sexto Concilio Budista
El Sexto Concilio Budista se convocó en 1954 en Birmania (seis años después de su independencia del Reino Unido). Los líderes religiosos y laicos del Budismo Theravada querían conmemorar el “Buddha Jayanti”,  los 2500 años de la muerte de Buddha. Para esta celebración se construyó en Rangún, la capital de Birmania, una enorme caverna artificial, la Maha Passana Guha, que trataba de recordar la  cueva Sattapanni (uno de los sitios que se propusieron para la realización del Primer Concilio Budista), y tenía la finalidad de servir de recinto para hospedar a los monjes participantes.
Asistieron al concilio monjes de diferentes países Theravada (Birmania, Camboya, India, Laos, Nepal Sri Lanka, Tailandia) y budistas de todas partes del mundo.
Este concilio provocó un considerable  incremento del interés por el budismo tanto en su aspecto teórico como práctico.
El concilio comenzó el 17 de mayo en Kaba Aye, Rangún, y fue patrocinado por el gobierno birmano, bajo la dirección de U Nu.
El objetivo de este sexto concilio era la comprobación del Tipitaka, para lo que se realizaron unos cuestionarios en los que se contestaban a una serie de preguntas del dhamma. Las preguntas las estableció el maestro Mahasi Sayadaw y las respuestas obra del maestro Bhadanta Vicittasarabhivamsa.
Durante el concilio, que duró alrededor de dos años, se recitaron  Textos Pali y tras el concilio se publicó una edición del Canon Pali, Comentarios, Subcomentarios y otros libros, en el año 1956. Esta edición ha sido considerada la más autoritativa entre las existentes de los textos budistas de la tradición Theravada, y se la conoce como “edición del Sexto Concilio”. Además la edición fue transcrito a los alfabetos: latino, devanagari, thai, cingalés, jemer y mongol.